# Ai, acabadas são as festas
"Ai, acabadas são as festas" é uma cantiga de Reis tradicional portuguesa originária de Canas de Senhorim, freguesia portuguesa do concelho de Nelas. Foi recolhida do povo pelo etnógrafo Rodney Gallop e publicada em 1937 nos seus Cantares do Povo Português[carece de fontes?]. Partindo desta publicação, o compositor português Fernando Lopes-Graça utilizou esta composição como andamento final da sua Primeira Cantata do Natal.

## Letra

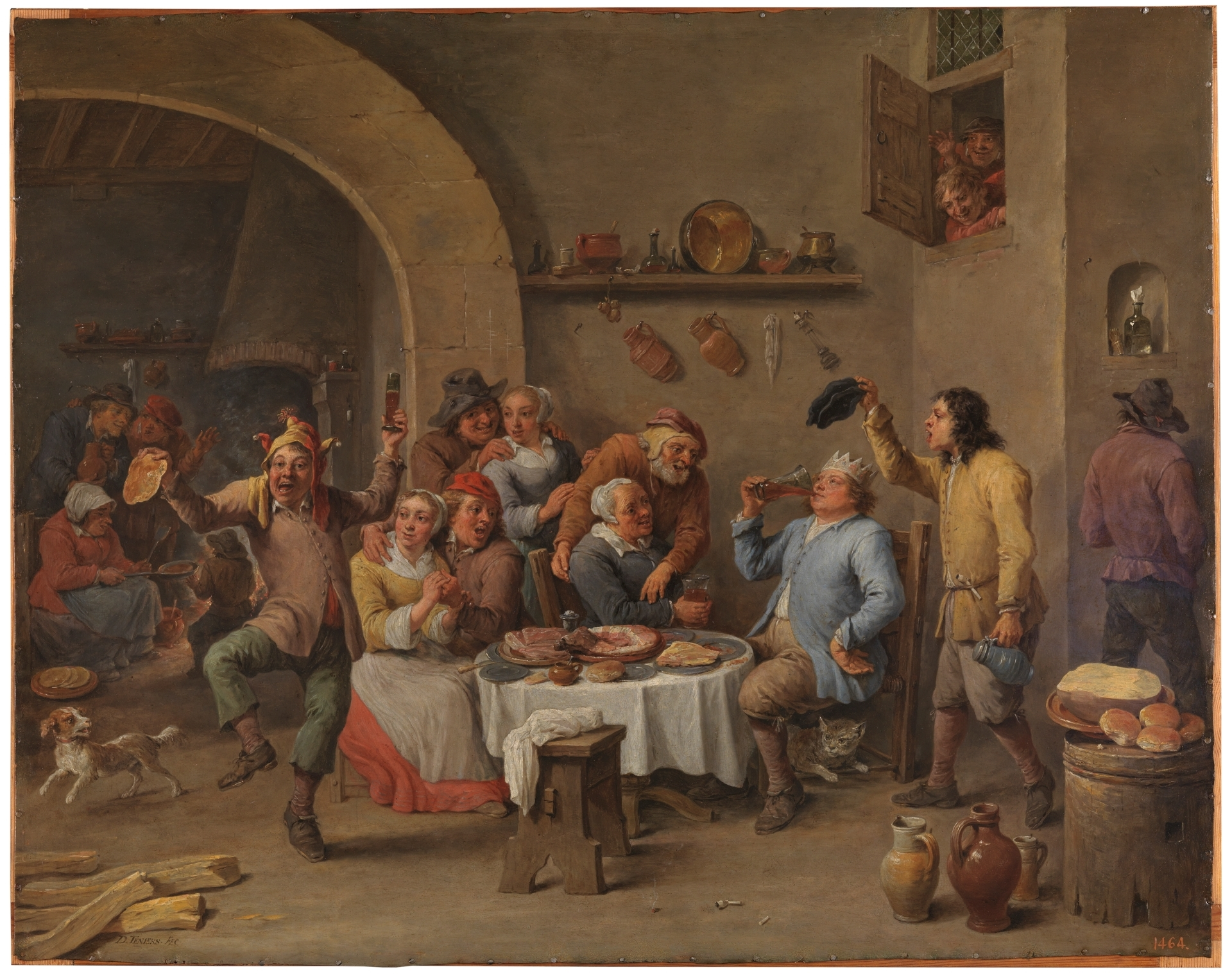
David Teniers, o Jovem: A Décima Segunda Noite (1634-1640) no Museu do Prado. Com o final do ciclo dos doze dias, terminavam igualmente os excessos da época.

O tema da cantiga é o lamento pelo terminar do ciclo dos doze dias. Este ciclo inclui três ocasiões de celebração: dia de Natal, dia de Ano Bom e dia de Reis. Aproveitando ainda não ter "oficialmente" finado a época, os cantadores pedem, exibindo um certo atrevimento, esmolas aos donos da casa, incentivando o ato com a promessa da Salvação como pagamento da generosidade.

Ai, acabadas são as Festas

Ai, chegados são os três Reis,

Ai, olhem lá por suas casas

Se há alguma coisa que deis.

Ai, senhora que estais ao lume,

Ai, assentada na cortiça,

Ai, levantai-vos, ó senhora,

Vinde-nos dar a choiriça.

Ai, cá esperamos confiados

Ai, que a esmola nos dareis.

Ai, quer a deis, quer a deis,

Sempre vós ao Céu ireis.

## Discografia
- 1956 — Cantos Tradicionais Portugueses da Natividade. Coro de Câmara da Academia de Amadores de Música. Radertz. Faixa 19.
- 1978 — Primeira Cantata do Natal. Grupo de Música Vocal Contemporânea. A Voz do Dono / Valentim de Carvalho. Faixa 19.
- 1994 — Lopes Graça. Grupo de Música Vocal Contemporânea. EMI / Valentim de Carvalho. Faixa 19.
- 2000 — 1ª Cantata do Natal Sobre Cantos Tradicionais Portugueses de Natividade. Coral Públia Hortênsia. Edição de autor. Faixa 19.
- 2012 — Fernando Lopes-Graça  - Obra Coral a capella - Volume II. Lisboa Cantat. Numérica. Faixa 22.
- 2013 — Fernando Lopes-Graça  - Primeira Cantata de Natal. Coro da Academia de Música de Viana do Castelo. Numérica. Faixa 19.[2]